# 塞尔奈 (卡尔瓦多斯省)
塞尔奈（法語：Cernay，法語發音：[sɛʁnɛ] ⓘ）是法国卡尔瓦多斯省的一个市镇，属于利雪区。

## 地理
塞尔奈（49°1'14"N, 0°19'27"E）面积5.82 平方千米，位于法国诺曼底大区卡爾瓦多斯省，该省份为法国西北部沿海省份，北濒大西洋英吉利海峡，东北与滨海塞纳省以海上边界相接，东临厄尔省，南至奧恩省，西与芒什省接壤。
与塞尔奈接壤的市镇（或旧市镇、城区）包括：圣马丹德比安费特-拉克雷索尼耶尔、利瓦罗派多日、瓦洛尔比凯。

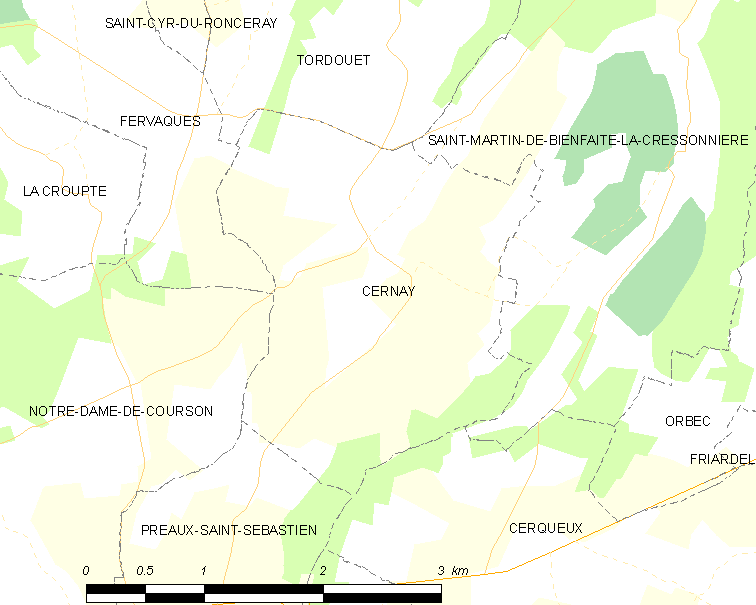
的OSM定位图

塞尔奈的时区为UTC+01:00、UTC+02:00（夏令时）。

## 行政
塞尔奈的邮政编码为14290，INSEE市镇编码为14147。

## 政治
塞尔奈所属的省级选区为利瓦罗派多日县。

## 人口

1962-2008年间人口变化图示

塞尔奈于2022年1月1日时的人口数量为138人。